# Gewest (Lage Landen)

De gewesten in de Lage Landen in 1350

Gewest is een benaming voor een landsheerlijk gebied in de Lage Landen tot aan de Franse tijd en als zodanig een voorloper van de moderne provincie. De benaming 'provincie' werd destijds soms ook als synoniem gebruikt voor 'gewest'.
Onder keizer Karel V bestonden de Habsburgse Nederlanden medio 16e eeuw uit zeventien gewesten, die ook wel de Zeventien Provinciën werden genoemd. Dit was echter geen vast aantal en naast de gewesten die onder Habsburgse heerschappij vielen, waren er ook nog het prinsbisdom Luik en enkele kleinere gebiedjes met vergaande onafhankelijkheid. Ondanks dat de precieze opsomming nooit helemaal vast stond, schreven indertijdse schrijvers altijd over zeventien gewesten, waarschijnlijk ook om het symbolische karakter van het getal zeventien.
Bij samenkomsten van de vertegenwoordigers, of Staten, van alle Bourgondische en later Habsburgse gewesten, werd dit de Staten-Generaal genoemd. Pas na de Val van Antwerpen in 1585 werd een onderscheid gemaakt tussen de Noordelijke Nederlanden en Zuidelijke Nederlanden.
De 7 noordelijke gewesten:
1. het hertogdom Gelre (of Gelder) met het graafschap Zutphen. Dit echter zonder het Overkwartier dat in Spaanse handen bleef.
2. het graafschap Zeeland.
3. het graafschap Holland.
4. de heerlijkheid Utrecht.
5. de heerlijkheid Friesland.
6. de heerlijkheid Overijssel met het Landschap Drenthe (Drenthe had wel eigen Staten maar geen eigen vertegenwoordiging in de Staten-Generaal).
7. de heerlijkheid Groningen, sinds 1594 Stad en Lande.

De Republiek der Zeven Verenigde Nederlanden bestond uit deze gewesten, maar ook uit Staats-Brabant, Staats-Vlaanderen, Staats-Overmaas en Staats-Opper-Gelre. Deze Generaliteitslanden waren gebieden van zuidelijke gewesten die de republiek in handen had weten te krijgen. Het vroegere Stadhuis van Amsterdam heeft 7 poorten, die de 7 noordelijke gewesten symboliseren.
De 10 zuidelijke gewesten:
1. het hertogdom Brabant.
2. het hertogdom Limburg ("Limbourg" in het Frans) met de landen van Overmaze.
3. het hertogdom Luxemburg.
4. het graafschap Vlaanderen.
5. het graafschap Artesië ("Artois" in het Frans).
6. het graafschap Henegouwen ("Hainaut" in het Frans).
7. het graafschap Namen ("Namur" in het Frans).
8. de steden en kasselrijen van Rijsel ("Lille" in het Frans), Dowaai ("Douai" in het Frans) en Orchies, ook wel Rijsels-Vlaanderen genoemd ("la Flandre gallicante" in het Frans).
9. de stad Doornik en het Doornikse ("Tournai et le Tournaisis" in het Frans).
10. de heerlijkheid Mechelen.

Deze zuidelijke gewesten werden eerst de Spaanse Nederlanden genoemd en later de Oostenrijkse Nederlanden. In 1795 werden al deze gewesten door de Eerste Franse Republiek veroverd.
De bovengenoemde historische gewesten dienen niet verward te worden met de drie Gewesten van het huidige België: het Vlaams Gewest, het Waals Gewest en het Brussels Hoofdstedelijk Gewest.